# Satyro Taboada
Satyro Taboada, (Belo Horizonte, 19 de novembro de 1900 — Belo Horizonte, 26 de julho de 1972) foi um futebolista brasileiro que atuou como atacante.

## Carreira
Satyro Taboada iniciou sua carreira jogando pelo Sete de Setembro depois transferiu-se para o América MG, onde atuou entre os anos de 1922 a 1935 e encerrou sua carreira como jogador. 
Dono de um toque de bola refinado, valente e veloz, sagrou-se como um dos heróis na conquista do Deca Campeonato Mineiro pelo América.
Até hoje figura como o maior artilheiro da história do clube e mantem a marca de maior goleador  em uma só partida.
Após aposentar-se como jogador atuou também como árbitro e técnico de futebol.
Ídolo do América Mineiro, tornou-se o jogador com maior número de gols em uma única partida pelo América, fez nove gols. E também, o maior artilheiro do América Mineiro com 170 gols.

## Morte
Morreu em 26 de julho de 1972, vítima de infarto. Suas filhas e sua viúva afirmam que pediu para ser sepultado com a bandeira do América, clube que amou por toda sua vida.

## Títulos
- Campeonato Mineiro: 1922, 1923, 1924, 1925
- Torneio Inicio: 1924, 1925, 1927, 1933